# Tomás de Suria
Tomás de Suría (Valencia, aprile 1761 – 1844) è stato un artista ed esploratore spagnolo.

## Biografia

### Gioventù
Suría nacque a Valencia nell'aprile del 1761. Studiò presso l'Accademia d'Arte Reale di San Fernando ed accompagnò il suo insegnante Jerónimo Antonio Gil in Messico all'età di 17 anni. Si sposò nel 1788 vivendo a Città del Messico dove lavorò presso la zecca. Con l'approvazione della moglie si arruolò volontario unendosi alla spedizione di Malaspina, negoziando il mantenimento del suo salario, delle spese di viaggio e dell'anzianità al suo ritorno al lavoro. Suría si unì a Malaspina il 27 marzo 1791, all'età di 30 anni.

### Aggregazione alla spedizione di Malaspina
Accompagnò Alessandro Malaspina sulla costa nord-occidentale degli Stati Uniti, nel suo viaggio di scoperta scientifica che durò dal 1789 al 1795. Presso la Baia di Nootka apprese e descrisse la pratica spagnola di commerciare armi in cambio di bambini che erano schiavi presso Maquinna, per poterli battezzare e salvare dal cannibalismo.
Tra gli altri che raccolsero informazioni dalla spedizione di Malaspina si trova Antonio Piñeda, il botanico francese Luis Née ed il naturalista Thaddäus Haenke originario di  Praga. Haenke si era laureato in Boemia, ed era famoso anche come linguista, musicista, fisico, mineralologo, botanico e chimico. I due astronomi José Espinosa y Tello e Ciriaco Zevallos sono stati immortalati nei nomi di alcuni luoghi dell'isola di Vancouver, ovvero nella città di Zeballos e nel vicino stretto Espinoza.
L'altro artista a visitare il Pacifico settentrionale con Malaspina fu José Cardero, il mozzo di Ecija, Spagna meridionale. Malaspina aveva originariamente assunto altri due artisti spagnoli, José del Pozo di Siviglia e José Guío di Madrid, ma quest'ultimo si era dedicato solo ai disegni scientifici prima di morire per problemi di salute. Il primo invece era pigro e fu sbarcato in Perù dove aprì uno studio. Cardero, noto anche come Piccolo Pepe, dimostrò grandi capacità, ma Malaspina scrisse al viceré di Città del Messico chiedendo assistenza in attesa dell'arrivo di due nuovi artisti dalla Spagna. Malaspina finì con l'imbarcare lo scultore messicano Tomás de Suría come contromisura temporanea.

### Il viaggio con Malaspina
Il diario tenuto da de Suría fu l'unico diario privato del viaggio. Suría non aveva diritto di stilare resoconti ufficiali di quello che vedeva, ma il suo parere si è rivelato utile per avere un fonte indipendente di informazioni. Suría descrive il suo primo giorno a Nootka:
Nel tardo pomeriggio Mozina descrive l'approccio di marinai spagnoli con una barca. Si trattava di soldati già giunti sulla fregata Concepción da San Blas, comandata da Don Pedro Alberni, da cui prende il nome la città di Port Alberni. Dopo aver completato il servizio a Nootka Sound con i volontari catalani della Nuova Spagna, Alberni divenne governatore ad interim della California, dove morì nel 1803.

### Ritorno e vecchiaia
Al ritorno ad Acapulco, proveniente da Alaska e Columbia Britannica, a Suría furono dati altri otto mesi per preparare i suoi disegni. Queste opere furono poi mandate in Spagna. Nonostante il lavoro di Suría avesse meritato l'approvazione di Malaspina, la sua ricompensa fu minima. Riprese il lavoro di scultore fino alla morte del suo superiore, Gil, nel 1798, quando ne prese il posto di capo scultore fino al 1806. Produsse alcune opere di arte sacra nei suoi ultimi anni, e morì nel 1844. Molti degli schizzi creati durante il viaggio di Malaspina sono esposti presso il Museo Naval.

## Il diario
Il diario originale di Suría è conservato presso la biblioteca della Università Yale. Una traduzione in inglese è stata fatta dallo studioso ispanista Henry Raup Wagner nel 1936 per conto del Pacific Historical Review. Questa versione, a sua volta, fu ritradotta in spagnolo da Justino Fernández per la compilazione di un piccolo libro che aggiunse dettagli biografici nel 1939. Questo lavoro fu seguito da una tesi di laurea su Suría, discussa da Agueda Jiménez Palayo di Guadalajara nel 1972, sotto alla direzione di Donald C. Cutter.

## Opere
- Tomás de Surís, Quaderno que contiene el Ramo de Historia Natural y diario de la Expedicion del circulo de Globo... 1791, inedito
- Justino Fernández, Tomás de Suría y su Viaje con Malaspina 1791, Città del Messico, Libreria de Porrua Hermanos y Cia, 1939
- Journal of Tomas de Suría of His Voyage with Malaspina to the Northwest Coast of America in 1791,  Fairfield, Washington, Ye Galleon, 1980, Donald C. Cutter
- Tomás de Suría: a l'expedició Malaspina - Alaska 1791, Valencia, Generalitat Valenciana, 1995